# Mussaenda leptantha
Mussaenda leptantha är en måreväxtart som beskrevs av Herbert Fuller Wernham. Mussaenda leptantha ingår i släktet Mussaenda och familjen måreväxter. Inga underarter finns listade i Catalogue of Life.